# Aimophila humeralis
Aimophila humeralis é uma espécie de ave da família Emberizidae.
É endémica do México.
Os seus habitats naturais são: matagal árido tropical ou subtropical e matagal tropical ou subtropical de alta altitude.